# Le Comte de Monte-Cristo (série télévisée, 2025)
Pour les articles homonymes, voir Le Comte de Monte-Cristo.
Production
Diffusion
Le Comte de Monte-Cristo (The Count of Monte Cristo) est une série télévisée franco-italienne réalisée par Bille August.
Cette fiction, produite dans le cadre de l'Alliance européenne, est une coproduction de Palomar (Italie), DEMD Productions (France) et Mediawan, en association avec France Télévisions, Rai Fiction, Mediawan Rights et Entourage Ventures.

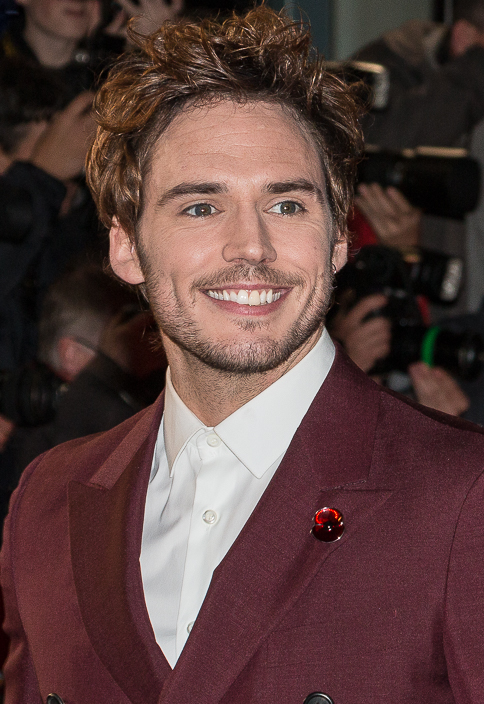
Sam Claflin.

## Synopsis
Edmond Dantès est un jeune marin accusé à tort de trahison. Piégé par un complot qui le dépasse, il est emprisonné au large de Marseille dans le château d'If. Après son évasion, il devient le Comte de Monte-Cristo. Cette nouvelle identité lui permettra de se venger de ceux qui l'ont condamné à des années de souffrance.

## Distribution
- Sam Claflin (VF : Anatole de Bodinat) : Edmond Dantès
- Ana Girardot (VF : elle-même) : Mercédès Herrera
- Jeremy Irons (VF : Féodor Atkine) : Abbé Faria
- Mikkel Boe Følsgaard (VF : Damien Ferrette) : Gérard de Villefort
- Blake Ritson (VF : Mathias Koslowski) : Danglars
- Harry Taurasi : Fernand Mondego
- Karla-Simone Spence (en) : Haydée
- Lino Guanciale (it) : Luigi Vampa
- Michele Riondino : Jacopo
- Gabriella Pession : Hermine Danglars
- Poppy Corby-Tuech : Héloïse de Villefort
- Nicolas Maupas : Albert de Morcerf
- Amaryllis August : Valentine de Villefort
- Jason Barnett : Caderousse
- Robin Greer (VF : Bernard Bollet) : Maximilien Morrel
- Méghane de Croock : Eugénie Danglars
- Nicholas Farrell : Morrel
- Nell Baker : Julie Morrel
- Bastien Fontaine-Oberto : Franz d'Épinay (VF : lui même )
- Leo Harris : Édouard de Villeforf

## Production

### Genèse et développement
Cette fiction, produite dans le cadre de l'Alliance européenne, est une coproduction de Palomar (Italie), DEMD Productions (France) et Mediawan, en association avec France Télévisions, Rai Fiction, Mediawan Rights et Entourage Ventures,,,,,,.
La série est réalisée par le réalisateur danois Bille August,,,,,,.
Le producteur Carlo Degli Esposti, cofondateur de la société de production italienne Palomar souligne : « Le Comte de Monte-Cristo était mon livre de chevet et j'ai toujours rêvé de l'adapter en film ou en série ». Il affirme que « les adaptations des classiques ont souvent été critiquées pour leur caractère démodé », mais il est convaincu que « la qualité du scénario, la vision créative d'August et l'interprétation de Sam Claflin dans le rôle titre donneront au Comte de Monte-Cristo une touche moderne tout en restant fidèle à l'héritage de l'œuvre d'Alexandre Dumas »,.
Sébastien Pavard de DEMD souligne que réaliser la série en anglais a permis aux producteurs de réunir des talents venus d'Italie, de France, du Danemark et d'Angleterre. Il présente la série comme « une histoire d'amour et de trahison » et « la vengeance des opprimés contre les puissants »,. De plus, la série promet « de mettre davantage l'accent sur la profondeur psychologique, les émotions et les motivations des personnages », tout en mettant en scène « des personnages féminins plus forts, dont la jeune Haydée, qui n'est pas une esclave effrayée comme elle l'est dans le livre, mais plutôt une femme courageuse et autonome »,.
Selon Élisabeth d'Arvieu, qui dirige Mediawan Pictures, le projet a été initié par Palomar, la société de production italienne du groupe Mediawan « qui a ensuite fait appel à sa société sœur française DEMD Productions pour construire une coproduction italo-française. La série s'inscrit dans l'ADN de la société car elle s'appuie sur un sujet européen emblématique connu dans le monde entier et rassemble un casting prestigieux. Nous avons réalisé quelques autres grandes séries comme Zorro dans le cadre de notre partenariat avec Entourage mais Le Comte de Monte-Cristo est la première qui est 100 % Mediawan et qui coche toutes les cases »,. Parlant de l'implication de Bille August, Élisabeth d'Arvieu dit qu'il a donné à la série « un attrait très cinématographique. Au-delà du budget, le fait d'avoir recruté un réalisateur doublement Palme d'Or et Oscar en dit long sur notre ambition de réaliser des productions de très haut de gamme ».
Bille August dit avoir été attiré par le projet parce qu'il « tourne autour des relations, de la complexité des êtres humains et, en ce sens, est très moderne et intemporel »,. Il adore Le Comte de Monte-Cristo car « c'est une belle histoire sur l'être humain et sur une personne tellement obsédée par la vengeance qu'elle le ronge de l'intérieur et qu'il n'est plus capable d'aimer ».
Manuel Alduy, directeur du cinéma et des fictions jeunes adultes et internationales de France Télévisions, souligne que « Monte Cristo réunit tous les ingrédients d'une grande série internationale qui ravira notre public français : l'adaptation d'une histoire mythique de notre patrimoine littéraire national, une production ambitieuse de Palomar et DEMD, une formidable distribution dirigée par un très grand réalisateur, Bille August. À France Télévisions, nous sommes très fiers de nous associer à la RAI dans cette nouvelle coproduction qui comptera comme notre douzième série internationale coproduite par l'Alliance Européenne ».

### Attribution des rôles
Au début du mois d'août 2023, les sites Digital Spy et Movieplayer.it révèlent que Sam Claflin interprète le rôle principal de la série Le Comte de Monte-Cristo, avec Ana Girardot et Nicolas Maupas à ses côtés,.
Le 11 octobre 2023, le magazine américain Variety, relayé par le site Collider, révèle que la distribution comporte également Mikkel Boe Følsgaard, Blake Ritson, Karla-Simone Spence, Michele Riondino, Lino Guanciale et Gabriella Pession,.

### Tournage
Le tournage de la série a lieu d'août à décembre 2023 en Italie, en France et à Malte,,,,,,.

### Fiche technique
Sauf indication contraire, les informations mentionnées dans cette section peuvent être confirmées par les bases de données cinématographiques IMDb et Allociné,  présentes dans la section « Liens externes ».
- Titre français : Le Comte de Monte-Cristo
- Genre : historique
- Production : Carlo Degli Esposti[1]
- Sociétés de production : Palomar (Italie), DEMD Productions (France) et Mediawan, en association avec France Télévisions, Rai Fiction, Mediawan Rights et Entourage Ventures[1],[2],[6]
- Réalisation : Bille August[1],[2],[6]
- Scénario :
- Pays de production :  France /  Italie
- Langue originale : anglais[1],[6]
- Format : couleur
- Nombre de saisons : 1
- Nombre d'épisodes : 8
- Durée : 52 minutes
- Dates de première diffusion : 
  - Italie : 13 janvier 2025 sur Rai 1
  - France : fin 2025[13] (date à confirmer)

## Épisodes
1. La lettre (The Letter)
2. Le château (The Castle)
3. Le trésor (The Treasure)
4. La chambre rouge (The Red Room)
5. Le bal (The Ball)
6. Providence (Providence)
7. Le duel (The Duel)
8. Les deux derniers (The Last Two)